# Восточная Монголия
Восточная Монголия — традиционно выделяемый регион в Монголии, В состав Восточной Монголии входят три аймака Монголии: Дорнод, Хэнтий, Сухэ-Батор.
Обручев относит к этому региону ещё и восточную часть провинции Китая Внутренняя Монголия и область Чахар, а также западный склон Большого Хингана.
Восточная Монголия разделяется на четыре части: нагорье Хэнтэй, впадину Гоби, Большой Хинган и Иньшань.